# Décembre 2007 en Afrique

## 3 décembre
- Sénégal : Le président Abdoulaye Wade a procédé à un remaniement du gouvernement dirigé par le Premier ministre Cheikh Hadjibou Soumaré[1]

- Togo : Le président Faure Gnassingbé a nommé Komlan Mally comme Premier ministre[2]

## 13 décembre
- Sénégal : le ministre de l’Intérieur a pris un arrêté interdisant la présence sur le territoire le chanteur ivoirien Tiken Jah Fakoly à la suite de ses déclarations mettant en cause le président Abdoulaye Wade et son fils Karim Wade[3].

## 14 décembre
- Togo : Le Premier ministre Komlan Mally a rendu public son gouvernement composé de 22 membres issus du Rassemblement du peuple togolais (RPT), de la Convention démocratique des peuples africains (CDPA), de la Convention patriotique panafricaine (CCP) et de l’Union des démocrates socialistes du Togo (UDS). Les deux principaux partis de l’opposition, l’Union des forces de changement (UFC) et le Comité d'action pour le renouveau (CAR) ne participent pas à ce gouvernement[4].

## 26 décembre
- Tchad : les 6 membres de l’association Arche de Zoé, reconnu coupable de tentatives d’enlèvements de 103 enfants, ont été condamnés à 8 ans de travaux forcés. Conformément à une convention signée par la France et le Tchad, ils ont été extradés en France où ils doivent purger leur peine. Cette peine doit être adaptée en droit français en raison de l’absence de travaux forcés en France[5].

## 27 décembre
- Kenya : Des élections générales, dont l’élection présidentielle, sont organisées. Elles sont le point de départ d’une crise politique entre les partisans du président sortant Mwai Kibaki et ceux du candidat de l’opposition, le dirigeant du Mouvement démocratique orange (ODM) Raila Odinga. Le président sortant Mwai Kibaki est déclaré élu alors que l’opposition dénonce des fraudes massives. Des violences éclatent entre les deux camps et se poursuivent sur le début de l’année 2008.

## 28 décembre
- Sénégal : Serigne Saliou Mbacké, Calife général des mourides est décédé à Touba. Fils de Cheikh Ahmadou Bamba Mbacké, fondateur du mouridisme, principale confrérie musulmane du Sénégal, il était également marabout du président Abdoulaye Wade[6].

## 30 décembre
- Mali : dix militaires sur les 36 retenus en otage depuis  août et septembre 2007 par le chef rebelle Ibrahim Ag Bahanga ont été libérés et remis à l’armée malienne[7].

## 31 décembre
- Côte d’Ivoire : le président Laurent Gbagbo a annoncé dans ses vœux à la nation que les élections générales pourraient se tenir dès le mois de juin 2008[8].

- République du Congo : le Premier ministre Isidore Mvouba a procédé au réaménagement de son gouvernement[9].

- Soudan : la Mission de Nations unies et de l'Union africaine au Darfour (Minuad) a pris lundi le relais de la mission africaine (Amis), avec seulement 9 000 hommes (dont 7 000 soldats de l'Amis et 1 200 policiers) sur les 26 000 prévu[10].